# 다난드
다난드(아일랜드어: Danand) 또는 도난(아일랜드어: Donann)은 아일랜드 신화에서 델베흐의 딸이고 오그마의 손녀이다. 자기 아버지와의 사이에서 브리안, 이우카르, 이우카르바를 낳았다. 그 아버지는 때로 투이렌이라고 하기도 한다.